# キラキラ☆プリキュアアラモードLIVE2017 スウィート☆デコレーション
『キラキラ☆プリキュアアラモードLIVE2017 スウィート☆デコレーション』は、2017年10月7日にかつしかシンフォニーヒルズモーツァルトホールで開催された、アニメ『キラキラ☆プリキュアアラモード』のコンサート。2018年2月21日には公演の模様を収録したBlu-ray DiscとDVDが発売されている。

## 背景
テレビアニメ『キラキラ☆プリキュアアラモード』の主題歌歌手と出演声優によるコンサートで、これまでのプリキュアシリーズでは主題歌歌手が出演するコンサートやアニメソングイベントへの参加、出演声優や歌手、作曲家などが自主的に開催するライブがあったが、キャラクターソングを出演声優が歌う公式ライブはシリーズ初となる。
ライブは昼夜2部開催となっており、昼の第1部「Sweet&Cute」と、夜の第2部「Bitter&Hot」でそれぞれ楽曲のイメージとジャンルが異なる公演で構成された。

## リリース
映像ソフトは各部をそれぞれ収録した2枚組構成となっており、Disc2には映像特典としてフォトギャラリーが収録されている。

## 出演者
- 美山加恋
- 福原遥
- 村中知
- 藤田咲
- 森なな子
- 水瀬いのり
- 駒形友梨
- 宮本佳那子
- 北川理恵

## セットリスト
楽曲の解説は各収録作品を参照のこと。

### 第1部 "Sweet&Cute"
1. SHINE!! キラキラ☆プリキュアアラモード（駒形友梨）
2. レッツ・ラ・クッキン☆ショータイム（宮本佳那子＆全員）
3. キラリ☆Avec☆Moi☆（美山加恋＆水瀬いのり）
4. プティ＊パティ∞サイエンス（福原遥）
5. 青空Alright（村中知）
6. おっかしーなパティスリー（北川理恵）
7. ドリーミング☆プリンセスプリキュア（北川理恵）
8. キラキラ☆スイート☆マドモアゼル（駒形友梨）
9. ショコラ・エトワール（森なな子）
10. CAT MEETS SWEETS（藤田咲）
11. シュビドゥビ☆スイーツタイム（宮本佳那子）
12. レッツ・ラ・クッキン☆ショータイム（全員）

### 第2部 "Bitter&Hot"
1. SHINE!! キラキラ☆プリキュアアラモード（駒形友梨）
2. シュビドゥビ☆スイーツタイム（宮本佳那子）
3. ダイスキにベリーを添えて（美山加恋）
4. 桜MISSION〜プリキュアリレーション〜（駒形友梨＆宮本佳那子＆北川理恵）
5. Dokkin♢魔法つかいプリキュア！Part2（北川理恵）
6. からめるでいず（福原遥＆美山加恋＆村中知）
7. 愛とときめきのマカロナージュ（藤田咲＆森なな子）
8. ノワール・デコレーション〜黒い塗り絵〜（宮本佳那子）
9. Soul Believer〜ワイルド・アジュール・バージョン〜（村中知）
10. 虹色エスポワール（水瀬いのり）
11. 勇気が君を待ってる（駒形友梨＆美山加恋）
12. レッツ・ラ・クッキン☆ショータイム（全員）